# Маркус Гандлер
Маркус Гандлер  (нім. Markus Gandler; нар. 20 серпня 1965) — австрійський лижник, олімпійський медаліст.

## Виступи на Олімпіадах
| Олімпіада       | Дисципліна              | Місце |
| --------------- | ----------------------- | ----- |
| Калгарі 1988    | 30 км                   | DNS   |
| Альбервіль 1992 | 10 км                   | 34    |
| Альбервіль 1992 | 50 км                   | 41    |
| Альбервіль 1992 | Переслідування 10/15 км | 28    |
| Нагано 1998     | 10 км                   | 2     |
| Нагано 1998     | Переслідування 10/15 км | 7     |
| Нагано 1998     | Естафета 4 × 10 км      | 9     |